# Queen's First E.P.
Queen's First E.P. is een ep van de Britse rockgroep Queen. De ep werd op 20 mei 1977 uitgebracht via EMI Records. De ep bestaat uit vier nummers; van elk van hun destijds vier meest recente studioalbums staat een nummer op de plaat. "Good Old-Fashioned Lover Boy" werd gepromoot als de single van de ep.

## Achtergrond
In 1977 filmde Queen een videoclip voor "Good Old-Fashioned Lover Boy" in de studio van het televisieprogramma Top of the Pops. Hierbij werd een drastisch aangepast arrangement van het nummer gebruikt. De ep behaalde de zeventiende plaats in de UK Singles Chart.
In 1988 werd de ep uitgebracht op cd als onderdeel van The CD Single Box, en in 2008 verscheen het op de box set Queen: The Singles Collection Volume 1. Op 18 april 2009 werd de ep opnieuw uitgebracht als een 7"-vinylsingle ter gelegenheid van Record Store Day.

## Tracklist
De eerste twee nummers verschenen op de A-kant van de ep, terwijl de andere nummers op de B-kant stonden.
| Nr. | Titel                                 | Schrijver(s)    | Oorspronkelijke album | Duur |
| --- | ------------------------------------- | --------------- | --------------------- | ---- |
| 1.  | "Good Old-Fashioned Lover Boy"        | Freddie Mercury | A Day at the Races    | 2:53 |
| 2.  | "Death on Two Legs (Dedicated to...)" | Mercury         | A Night at the Opera  | 3:43 |
| 3.  | "Tenement Funster"                    | Roger Taylor    | Sheer Heart Attack    | 2:59 |
| 4.  | "White Queen (As It Began)"           | Brian May       | Queen II              | 4:35 |